# Wickliffe (Oklahoma)
Wickliffe est une census-designated place du comté de Mayes, dans l'État d'Oklahoma, aux États-Unis,. En 2020, elle compte une population de 1 026 habitants.